# Alphonse Gourd
Pour les articles homonymes, voir Gourd.
Alphonse Gourd (Alphonse, Ramsay Gourd)  né le 7 septembre 1850 à New York et mort le 23 décembre 1925 à Bron, est un avocat et homme politique français.

## Biographie
Alphonse Gourd est le fils de l'homme d'affaires Joannès Gourd (1816-1889) et de Virginie Crooks (fille de Ramsay Crooks). Sa sœur est mariée au général Léonce Michal.
Après avoir obtenu son doctorat en droit à Paris, il devient avocat stagiaire au barreau de Paris et secrétaire de la conférence des avocats en 1876 et 1877, puis il s'inscrit au barreau de Lyon.
Conseiller général depuis 1894, vice-président du Conseil général du Rhône, il est élu député de ce département le 8 mai 1898. Il est constamment réélu jusqu'en 1924.

## Publications
Les chartes coloniales et les constitutions des États-Unis de l'Amérique du Nord,  3 vol. Paris : Impr. nationale , 1885-1903,  795 p.  (consultable sur Gallica)

## Sources
- « Alphonse Gourd », dans le Dictionnaire des parlementaires français (1889-1940), sous la direction de Jean Jolly, PUF, 1960 [détail de l’édition]